# Мехмед Рифат-паша
Мехмед Рифат-паша (тур. Mehmed Rifat Paşa; 1862 — 1925) — турецкий дипломат, министр иностранных дел Османской империи (февраль 1909 — август 1911), кавалер российского ордена Святого Александра Невского (1909). 

## Биография
Родился в 1862 году. Получил хорошее образование в Стамбуле. С 1897 по 1908 год находился на дипломатической службе в Афинах, после чего был назначен послом в Лондон. Пробыв послом в Лондоне чуть менее года (март 1908 — февраль 1909), Мехмед Рифат-паша неожиданно для себя получил приглашение вернуться в Стамбул и занять пост министра иностранных дел Турции.
Его назначение было вызвано сложными на тот момент отношениями между набиравшим силу движением Младотурок и пожилым османским чиновником Тевфик-пашой, занимавшим эту должность ранее. Когда султан повысил Тевфик-пашу, своего сторонника, до должности великого визиря (премьер-министра), на должность министра иностранных дел младотурки смогли провести своего кандидата, который был на 20 лет моложе предшественника и отличался пробританскими симпатиями. 
За недолгий период пребывания в должности, Мехмед Риза-паша стремился улучшить отношения Османской империи с Британией и Россией. В России его усилия не остались незамеченными, в связи с чем он был награждён ордена Святого Александра Невского, одной из наиболее высоких наград России в то время. 
Однако, уже в 1911 году Мехмед Риза-паша был отправлен послом в Париж, тогда как в должности министра иностранных дел его сменил Ибрагим Хаккы-паша, чьи симпатии были отчётливо прогерманскими.
Мехмед Риза-паша оставался турецким послом в Париже вплоть до начала Первой мировой войны, после чего был отозван. После окончания войны, с августа 1918 по марта 1919 он являлся турецким послом в Берлине.
Скончался в 1925 году.

## Ключевые должности
- Посол Турции в Великобритании (март 1908 — февраль 1909)
- Министр иностранных дел Турции (февраль 1909 — август 1911)
- Посол Турции во Франции (1911—1914)
- Посол Турции в Германии (август 1918 — март 1919)